# جو آهرن
جو آهرن (انگلیسی: Joe Ahearne؛ زادهٔ ۲۳ نوامبر ۱۹۶۳) کارگردان فیلم، کارگردان تلویزیونی و فیلم‌نامه‌نویس اهل بریتانیا است.
از فیلم‌ها یا مجموعه‌های تلویزیونی که وی در آن‌ها نقش داشته‌است، می‌توان به ادیسه فضایی، خلسه و دکتر هو اشاره نمود.